# Groppello d'Adda
Groppello d'Adda is een plaats (frazione) in de Italiaanse gemeente Cassano d'Adda.